# Elbląg (gmina)
Pour l’article homonyme, voir Elbląg (homonymie).
Elbląg est une gmina rurale du powiat de Elbląg, Varmie-Mazurie, dans le nord de la Pologne. Son siège est la ville d'Elbląg, bien qu'elle ne fasse pas partie du territoire de la gmina.
La gmina couvre une superficie de 192,06 km2 pour une population de 6 462 habitants.

## Géographie
La gmina inclut les villages d'Adamowo, Adamowo-Osiedle, Batorowo, Bielnik Drugi, Bielnik Pierwszy, Bogaczewo, Chlewki, Cieplice, Czechowo, Dłużyna, Dolna Kępa, Druzieńska Karczma, Drużno, Gronowo Górne, Gronowo Górne-Osiedle, Helenowo, Jagodno, Janów, Janowo, Józefowo, Karczowizna, Kazimierzewo, Kępa Rybacka, Kępiny Wielkie, Klepa, Komorowo Żuławskie, Krzyż, Lisów, Myślęcin, Nowa Pilona, Nowakowo, Nowakowo Trzecie, Nowe Batorowo, Nowina, Nowotki, Nowy Dwór, Pasieki, Pilona, Przezmark, Przezmark-Osiedle, Raczki Elbląskie, Rybaki, Sierpin, Tropy Elbląskie, Ujście, Weklice, Węzina, Władysławowo et Zaścianek.
La gmina borde la ville d'Elbląg et les gminy de Gronowo Elbląskie, Markusy, Milejewo, Nowy Dwór Gdański, Pasłęk, Rychliki et Tolkmicko.